# هيوارث هيكس
هيوارث هيكس (بالإنجليزية: Hayworth Hicks)‏ هو لاعب كرة قدم أمريكية أمريكي، ولد في 3 أكتوبر 1988 في لوس أنجلوس في الولايات المتحدة.

## وصلات خارجية
- هيوارث هيكس على موقع مرجع كرة القدم المحترفة.كوم (الإنجليزية)